# Nyamilima
Nyamilima ist ein Ort im Territorium Rutshuru der Provinz Nord-Kivu im Osten der Demokratischen Republik Kongo nahe der Grenze zu Uganda.

## Geschichte
Anfang August 2024 wurde der Ort von der Rebellenmiliz Bewegung 23. März (M23) eingenommen. Laut Agence France-Presse erfolgte die Übernahme nach Angabe der lokalen Bevölkerung ohne Widerstand. Einen Tag fiel auch der Ort Ishasha unter die Kontrolle der M23.